# Jemenská kuchyně

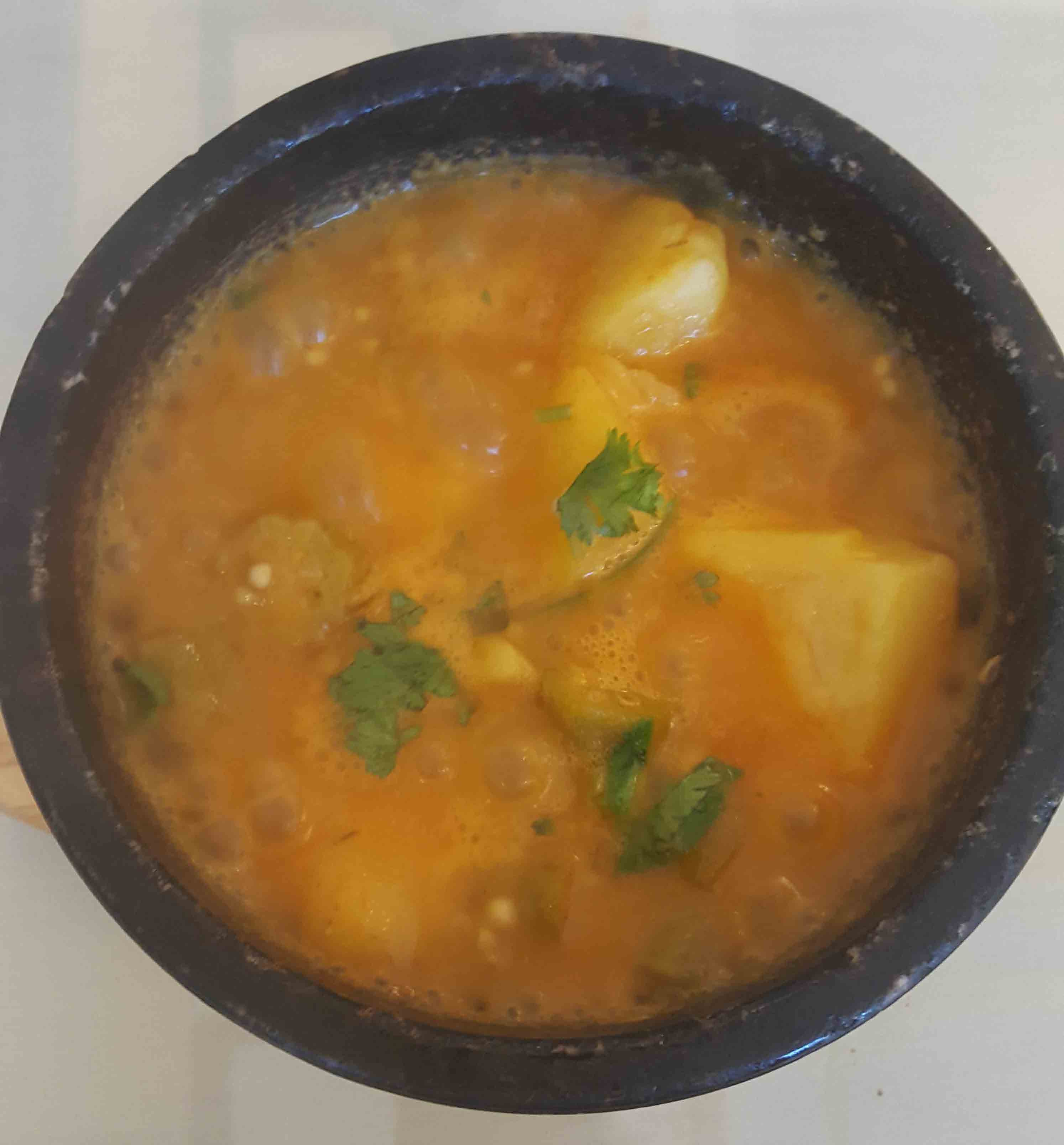
Saltah

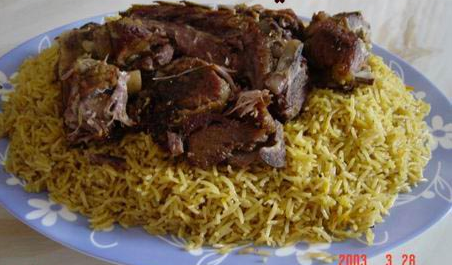
Mandi

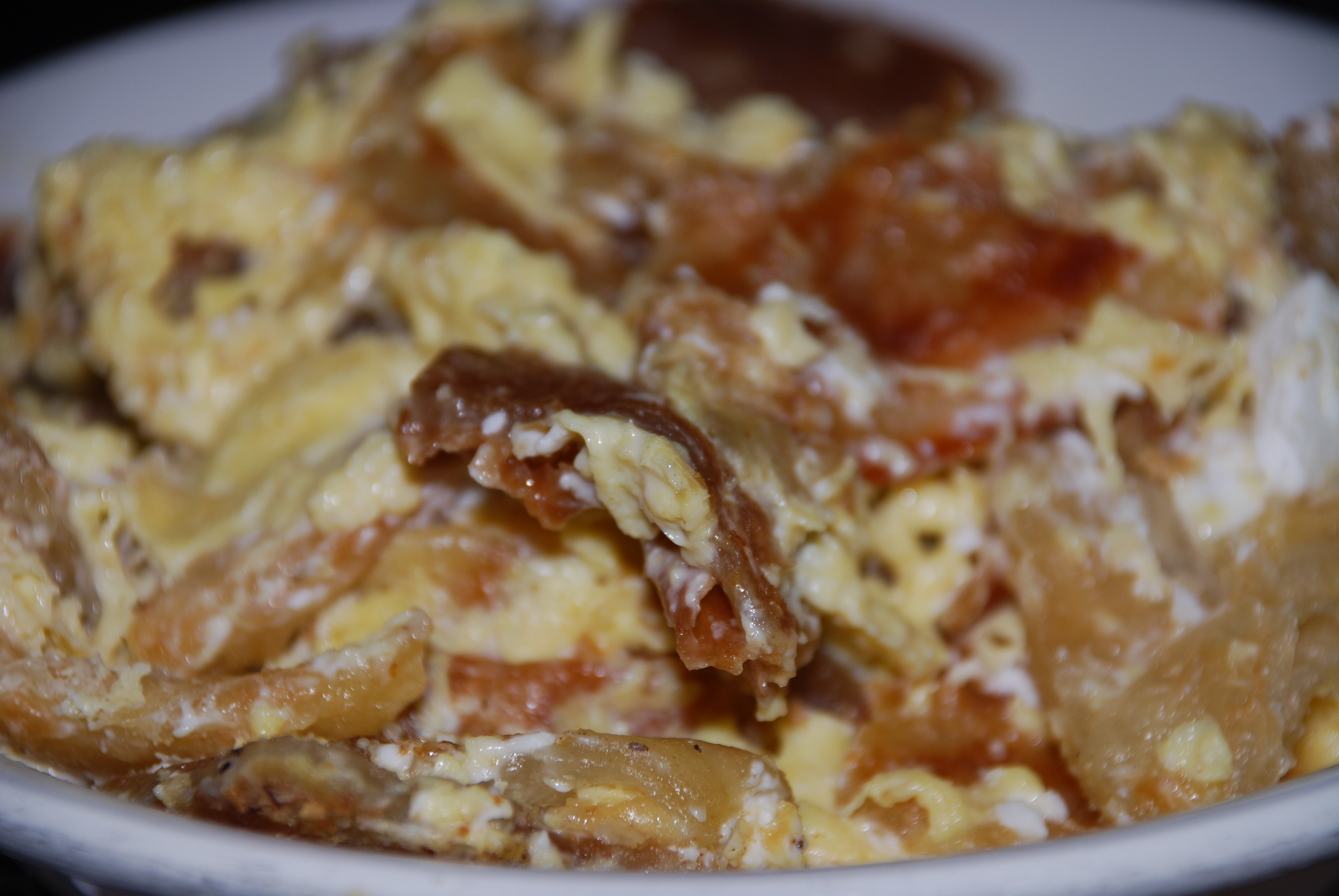
Fatút

Jemenská kuchyně (arabsky: مطبخ يمني) se poměrně liší od ostatních kuchyní blízkého východu (i když s nimi stále některé vlastnosti sdílí). Vychází z arabské kuchyně, ale byla ovlivněna i indickou a tureckou kuchyní. Populární je kořenící směs hawaij (anýz, fenykl, zázvor a kardamom).

## Příklady jemenských pokrmů a nápojů
Příklady jemenských pokrmů a nápojů:
- Saltah, vařená zeleninová směs ochucená pískavicí řecké seno, podávaná v kotlíku, národní jídlo Jemenu. Masové variantě saltahu se říká fahsah.
- Pokrmy z fazolí nebo bobů (ful, fazolový salát)
- Marak, kusy masa podávané s vývarem
- Mandi, kusy masa podávané s kořeněnou rýží
- Asida, vařené pšeničné těsto
- Bint Al-Sahn, sladký medový dezert
- Fatút, směs chleba a smažených vajec[4]
- Kišr, nápoj z kávových slupek